# جایزه ملی فیلم انگلیس
جایزهٔ ملی فیلم (به انگلیسی: National Movie Awards) جایزه‌ای انگلیسی است که برندگان آن از طریق رای مردم انتخاب می‌شود. مراسم اعطای این جایزه از آی تی وی پخش می‌شود. اولین بار این جوایز در سال ۲۰۰۷ به دنبال موفقیت جوایز تلویزیون ملی که بالاترین رتبه مراسم اعطای جوایز تلویزیون رابه خود اختصاص داد، اعطا شد. سه مراسم اول اعطای جوایز در سالن جشنواره سلطنتی لندن برگزار شدند و مراسم چهارم در ومبلی آرنا، لندن برگزار شد.